# Говорить вся країна
«Говорить вся країна» — українське ток-шоу на телеканалі «1+1 Україна», створений після закриття телеканалу «Україна» та телепрограми «Говорить Україна».

## Історія
27 лютого 2023 року було опубліковано перший випуск.
Другий сезон вийшов 28 серпня 2023 року.
Третій сезон вийшов 19 лютого 2024 року.
Четвертий сезон вийшов 26 серпня 2024 року.
П'ятий сезон йде з 27 січня 2025 року

## Сезони

### Хронологія сезонів
| Номер | Кількість серій | Дата виходу                     | Телеканал   |
| ----- | --------------- | ------------------------------- | ----------- |
| 1     | 47              | 27 лютого — 17 травня 2023      | 1+1 Україна |
| 2     | 57              | 28 серпня — 14 грудня 2023      | 1+1 Україна |
| 3     | 62              | 19 лютого — 16 травня 2024      | 1+1 Україна |
| 4     | 41              | 26 серпня 2024 — 21 грудня 2024 | 1+1 Україна |
| 5     | 17              | 27 січня 2025 — 25 травня 2025  | 1+1 Україна |

## Ведучий
У 2012 році телеканалом «Україна» було проведено міжнародний кастинг телеведучих, в результаті якого 2 квітня ведучим ток-шоу «Говорить Україна» було оголошено російського журналіста і телеведучого Олексія Суханова.
Після закриття ток-шоу «Говорить Україна», спричиненого припиненням мовлення телеканалу «Україна» у липні 2022 року, Олексій Суханов почав вести власний канал на YouTube та пізніше розпочав співпрацю з «1+1». Згодом, став ведучим цієї програми.
У січні 2025 року Олексій Суханов повідомив про закриття проєкту «Говорить вся країна» через фінансові труднощі та низькі рейтинги, незважаючи на те, що у шоу було доволі багато фанатів.

## Критика
Видання «Детектор медіа» критикувало ток-шоу за те, що історії «ніби відчужені від війни», хоч і матеріал є новим.
|                                                              | ... Але тепер ігнорування війни стає ще більш видимим і ще більш неприємним. Якщо творці «Говорить вся країна» вирішили, що народ «втомився від війни» і йому «хоч на годину потрібно відволіктися», то саме цей результат невдовзі й отримаємо. І, врешті решт, якщо і відволікатися — то чому саме на жахи про насильство над дітьми? Може, потрібно було б показати якісь важливі історії про тих, хто попри складні часи, живе і розвиває країну? Питання риторичне, оскільки позитивними героями, як упевнені продюсери багатьох каналів, рейтингу не зробиш. |
| — Детектор медіа, стаття «Говорить вся країна». Перевтілення | |